# Herbert Maisl
 (mars 2012).
Si vous disposez d'ouvrages ou d'articles de référence ou si vous connaissez des sites web de qualité traitant du thème abordé ici, merci de compléter l'article en donnant les références utiles à sa vérifiabilité et en les liant à la section « Notes et références ».
Herbert Maisl, est un universitaire français né en 1942 et mort en 2012. Il a été professeur de droit public, doyen d'université[Information douteuse], recteur d'académie, conseiller du Premier Ministre et conseiller d'État.

## Biographie
Diplômé de l’Institut d'études politiques de Paris et agrégé de droit public, Herbert Maisl a occupé plusieurs postes de professeur des universités dans les universités d’Orléans, de Paris X et de Paris I. Il a ensuite été recteur de l’académie de Rennes puis conseiller auprès du Premier ministre pour l’enseignement supérieur, la recherche et la technologie. Il est devenu conseiller d’État en 2001.
Durant cette période, il a également siégé au sein de plusieurs commissions ou organismes à vocation informatique. Il a notamment été conseiller juridique à la Commission nationale de l’informatique et des libertés (CNIL), coprésident de la revue du droit de l’informatique et des télécom, président et membre de l’Association du droit de l’informatique et de la communication.
Il a également travaillé sur la scène internationale. D’abord au Conseil de l'Europe où il fut expert consultant, puis auprès de l’Union européenne en qualité d’expert pour la protection des données personnelles sans oublier la Banque mondiale où il fut consultant pour le droit des télécommunications au Liban. Il a aussi dispensé des cours de droit de l’informatique au Bénin et au Boston College.
Parallèlement à ses activités au Conseil d'État, Herbert Maisl a été, à plusieurs reprises, membre et président de différents jurys de concours, notamment pour l’École nationale de la magistrature. Il a aussi été président de section à la Cour nationale du droit d'asile et président du conseil d’administration de l’Institut d'études politiques de Grenoble. Il a également siégé à la Commission nationale des comptes de campagne et des financements politiques.
Herbert Maisl a été l’auteur de nombreux ouvrages sur l’informatique et les télécommunications parmi lesquels on peut citer Droit de l’informatique et des télécommunications, Le droit des données publiques et Le droit du multimédia sans oublier sa collaboration à la rédaction du « code de la communication ».

## Carrière
- 1974/1981 : Professeur de droit public à la faculté d’Orléans
- 1975/1978 : Doyen de la faculté de droit et de sciences économiques d’Orléans
- 1979/1988 : Conseiller juridique de la Commission Nationale de d’Informatique et des Libertés (CNIL)
- 1981/1993 : Professeur à l’Université de Paris-X-Nanterre
- 1983/1988 : Membre de la Commission d’accès aux documents administratifs
- 1988/1993 : Recteur de l’Académie de Rennes
- 1994/1997 : à nouveau membre de la Commission d'accès aux documents administratifs
- 1994/2001 : Professeur agrégé de droit public à l’université de Paris-I-Panthéon-Sorbonne
- 1997/2001 : Conseiller pour l’enseignement supérieur, la recherche et la technologie au cabinet du Premier ministre Lionel Jospin
- 2001/2008 : Conseiller d’État
- 2004/2012 : Président de Section de la Cour Nationale du Droit d’Asile (CNDA)
- 2008/2011 : Membre de la Commission nationale des comptes de campagne et des financements politiques

## Œuvres
- « Le personnel communal » (en collaboration avec Serge Bodard, Masson, 1977)
- « Itinéraires : Études en l’honneur de Léo Hamon » (en collaboration avec Gérard Conac et Jacques Vaudiaux, Economica, 1982)
- « Droit de l’informatique et des télécommunications » (en collaboration avec Jérôme Huet, Litec, 1989)
- « Le droit des données publiques » (LGDJ, 1996)
- « Code de la Communication » (œuvre collective, Dalloz, 1999)

## Décorations
- Chevalier de la Légion d’honneur
- Chevalier des Palmes académiques
- Officier de l’Ordre National du Mérite